# Microregione di Jaú
Jaú è una microregione dello Stato di San Paolo in Brasile, appartenente alla mesoregione di Bauru.

## Comuni
Comprende 12 comuni:
- Bariri
- Barra Bonita
- Bocaina
- Boracéia
- Dois Córregos
- Igaraçu do Tietê
- Itaju
- Itapuí
- Jaú
- Macatuba
- Mineiros do Tietê
- Pederneiras